# Любишенський
Любишенський (рос. Любишенский) — хутір у Кумилженському районі Волгоградської області Російської Федерації.
Населення становить 136 осіб. Входить до складу муніципального утворення Білогорське сільське поселення.

## Історія
Хутір розташований у межах українського історичного та культурного регіону Жовтий Клин.
Згідно із законом від 14 лютого 2005 року № 1006-ОД органом місцевого самоврядування є Білогорське сільське поселення.

## Населення
| 2010 |
| ---- |
| 136  |